# 朝井泰生
朝井 泰生（あさい やすお）は、日本のギタリスト、作曲家、編曲家、音楽プロデューサー。東京都出身。Yasuo Asaiとも表記される。

## 来歴
Vo,AG.:斉尾希成・G:朝井泰生・G:鈴木聡一・B:栗栖 太郎・Ds:松本靖夫の5人組で結成したバンド・DEFYER（ディファイヤー）として、1990年に東芝EMI/EASTWORLDよりメジャー・デビュー。シングル「二人ぼっちのメリ－ゴ－ラウンド」（9月27日）、アルバム『TREASURE LAND』（10月24日）をリリース。
1992年より、山羊智詞&赤羽楽団に参加。1993年、山羊智詞、水江慎一郎、横内健亨、小室哲哉、今川勉とバンド・DYNAMITE MACHINEを結成したが、今川がツアー途中で体調不良により離脱。ツアー途中からに太田明（元・筋肉少女帯）が参加。EPIC・ソニーからシングル「No! Mercy Boy!」（作詞：山羊智詞、作曲：小室哲哉）を制作するが、アルバム・リリース直前に解散。1994年より江田智樹（元A-CHIEF）との音楽ユニット・MANIAを結成、CDを7枚リリース。
以降、数多の歌手への楽曲提供・プロデュース・レコーディング・ライブサポートなど幅広く活動中。

## 主な提供作品
R*A*P
- 天使と戦士 (編曲)
- あいたい時に会えなくて (編曲)
- 風まかせ (編曲)
- ウハウハ (編曲)
- アイツの唄 (編曲)
- 光 (編曲)
- バカだね…ホント (編曲)
- 追いかけっこ (編曲)
- 指切りげんまん (編曲)
- 闇 (編曲)
- GAMBLE WONDERLAND (編曲)
- 行かないで (編曲)
- 銃爪 (編曲)[3]
- NO?フィクション (編曲)
- てんやわんや (編曲)
- 歩 (編曲)
- 五月雨 (編曲)
- 深雪 (編曲)
- 歪んだ世界 (編曲)[4]
- 幸福あれ! (編曲)
- 砂の城 (編曲)
- 残像フィルム (編曲)
- SILENT SIREN (編曲)
- 独りかくれんぼ (編曲)
- 宇宙アタック (編曲)[5]
- 銀河ノ果 (編曲)
- N＊K＊R (編曲)
- 愛しのEMERGENCY (編曲)
- 我裸苦駄 (編曲)
- イチバン☆星 (編曲)

彩瀬佑育
- いこう (作曲)[注 1]
- CROSS ROAD (作曲)[注 1]
- 届かぬOMOI (作曲)[注 1]
- ハートに火をつけて (作曲)[注 1]

iyiyim
- あたしをよんで (編曲)[7]

諫山実生
- 優しい風の吹く街へ (編曲)[8]

Angel Hip
- Dream angel (作曲・編曲)[9][注 2]

いちご姫
- いちごの欠片 (作曲)[注 1]

宇都宮隆
- afterimage (作曲)
- O.O.O. 〜Out Of Obstruction〜 (作曲・福田裕彦と共編曲)
- THE BASHING (作曲・福田裕彦と共編曲)
- Precious (作曲・福田裕彦と共編曲)

Girls Dead Monster
- Day Game (編曲)

嘉門達夫
- イヤーン イヤーン イヤーン (編曲)
- 風が吹いてる〜炭坑があった町〜 (編曲)[10]
- どうでもええよ (編曲)

川越春奈
- 感情 (作曲・編曲)[11]
- 鳥 (作曲・編曲)
- My Glory Days (作曲・編曲)

桑島法子
- Believe (作曲・編曲)

小泉千秋
- YOU (作曲)[注 1]

小清水亜美
- Sanctuary (編曲)

SHIP
- Together 〜みんなの夢〜 (作曲・編曲)[12]

謝 雨欣
- Lilyの旗 (菊地圭介と共作曲・編曲)[13]

ジュリリ・ジュリラン・未来・ゴロゴロコロニー13世
- STAND BY MIRAI (作曲・編曲) [14]

SPANKY FLAG
- Indigo Blue (SPANKY FLAGと共編曲)[15]
- 月とRegret (SPANKY FLAGと共編曲)
- mer〜永久の詩〜 (SPANKY FLAGと共編曲)

TAKERU SOLDIERS
- 3 minutes venus (編曲)

DASEIN
- 愛し合ってちょーだい♥ (編曲)
- I miss you〜HYPER ACOUSTIC MIX〜 (編曲)
- 走馬灯〜HYPER ACOUSTIC MIX〜 (編曲)
- 追憶(Instrumental) (編曲)
- 共鳴り (編曲)
- HARAN♯2 (編曲)
- 真夜中のエレジー (編曲)
- 無限 (編曲)
- リフレイン (編曲)

種浦マサオ
- 負け惜しみ (編曲)[16]

丹下桜
- IDENTIFY (作曲・編曲)[注 3]
- キセキ 〜わたしの道のり〜 (Re-arrange ver.) (編曲)
- GURDIAN ANGEL (作曲・編曲)[注 3]
- SUN SPLASH (作曲・編曲)[注 3]
- 眠れる森 (作曲・編曲)[注 3]
- Holy Love (作曲・編曲)[注 3]
- 女神たちの夜明け (作曲・福田裕彦と共編曲)
- 天星小輪〜スターフェリー〜 (丹下桜と共作曲)
- inner space trip (作曲)
- メトロポリス (作曲・編曲)
- REVIVE (作曲・編曲)[注 3]

CHECK
- 夜明けのキャニオン (作曲)[注 1]
- EDGE (作曲)[注 1]
- 雪の舗道 (作曲)[注 1]

CHOICE
- サヨナラ1999 (作曲・KENと共編曲)
- Dance with dream (作曲・KENと共編曲)
- Highway Song (作曲・KENと共編曲)
- Lost In Love (作曲・KENと共編曲)

T-BACKS
- 悪魔☆と天使□ (作曲・編曲)[17]
- Cherry Girl (作曲・編曲)

dps
- CAUTION〜足元注意!!!〜 (編曲)[18]
- GOOD-BYE MY LIFE (編曲)
- SHOT my FRUITS (編曲)
- Dancin'In Lovely HEAVEN (編曲)
- blan'NU heat (作曲・編曲)
- FREE (作曲・編曲)
- Body Talk (作曲・編曲)
- ヨクボウノカタチ (作曲・編曲)
- LOVE3 (作曲・編曲)

手塚ちはる
- Destiny (作曲)[19]

長沢ゆりか
- 愛が永遠を止めてゆく (作曲・福田裕彦と共編曲)
- X-Plosion (作曲)[20]
- 強いつばさで (作曲)[注 4]

PARADISE GO!! GO!!
- Shooting Star (作曲・編曲)
- Dear my friend (編曲)[23]
- 約束 (編曲)

原田知世
- 世界で一番退屈な日 (作曲)[24]
- 戸棚の虹 (作曲)

ハロー!プロジェクト関連
市井紗耶香
- 不器用な天使 (編曲)

℃-ute
- 生きようぜ! (編曲)
- 夢があるから (編曲)
- 美少女心理 (編曲)

W
- かけめぐる青春 (編曲)
- 恋のインディアン人形 (編曲)
- 渚のシンドバッド (編曲)

中澤裕子
- グリーティングカード (編曲)
- 心の旅 (編曲)
- だんな様 (編曲)

ハロー!プロジェクト モベキマス
- かっちょ良い歌 (編曲)

HANGRY&ANGRY-f
- THE☆PEACE! (H&A DEATH TRACKS) (Daniel Merlot・角田崇徳と共編曲)

BEYOOOOONDS
- アツイ! (編曲)

藤本美貴
- SHALL WE LOVE? (藤本Version) (編曲)

Berryz工房
- 一丁目ロック! (編曲)

THE ポッシボー
- プレイボール (THE ポッシボーVer.) (編曲)

松浦亜弥
- ハピネス (編曲)

真野恵里菜
- OSOZAKI 娘 (編曲)

メロン記念日
- メロン記念日のテーマ (Rock Ver.) (編曲)
- LEATHER (編曲)

保田圭
- 雨の物語 (編曲)

伴都美子
- さくら(独唱) (編曲)[33][注 14]

Pinkish
- もぐらのおじさん (編曲)
- 小雪ふる夜の小ギツネ (編曲)
- 野菊 (編曲)
- 電車ごっこ (下総皖一と共作曲・編曲)
- ふるさと (編曲)
- かもめの水兵さん (編曲)

藤岡麻美
- I'm here (作曲・編曲)
- 夕暮れの金魚 (編曲)
- Rose (作曲・編曲)
- ワンピース (作曲・編曲)

碧陽学園生徒会
- 妄想☆ふぇてぃっしゅ! 〜さすが!!知弦ver.〜 (編曲)
- ゆるぱ☆わンダフル (編曲)[34]

voyager
- 帰ってきたウルトラマン体操 (作曲・編曲)[35]

MASQUERADE
- Glory Days (編曲)[36]
- BANG BANG BANG (編曲)

Muse
- ちょっとだけMY LOVE (編曲)[37]

森田成一
- 月影 (仮) (編曲)[38]

矢野まき
- バイバイバイ (作曲)[39]

山口紗弥加
- Foolish Heart (編曲)

山口智大
- あともう一回 (編曲)[40]
- 感情ループ (編曲)
- ずっと隣にいてほしいな (編曲)
- ちいさな光 (編曲)
- 届け 響け (編曲)
- ビビったって衝動 (編曲)
- またこの場所で (編曲)

山寺宏一
- Ambitious! (作曲・編曲)
- ウタウ (作曲・編曲)[41]
- 運命のダイス (作曲・編曲)
- Xデー (作曲・編曲)
- カタツムリの交差点 (作曲・編曲)
- God Bless You! (作曲・編曲)
- さわやかな青年 (作曲・編曲)
- ジョンとヨーコみたいに (作曲・編曲)
- 小さくて四角い夜 (作曲・編曲)
- PRESSURE (作曲・編曲)

楊玲楊晶
- キズナ (作曲)[注 1]